# آزمون یومنس
آزمون یومنس (انگلیسی: Yeoman's test) یک معاینهٔ پزشکی است که برای تشخیص ساکروایلئیت (التهاب مفصل ساکروایلیاک) به‌کار می‌رود.
ابتدا فرد مبتلا را به‌شکم می‌خوابانند، سپس با یک دست استخوان تهیگاهی را چرخانده و با دست دیگر، مفصل ران را، در حالی که زانو خم شده، راست می‌کنند (Hip extension). اگر با این عمل، در مفصل خاجی‌تهیگاهی خلفی همان سمت درد ایجاد شود، فرد دچار ساکروایلئیت است.
با این آزمون، کشیدگی یا پیچ‌خوردگی این مفصل نیز قابل بررسی است.